# Oschatzia cuneifolia
Oschatzia cuneifolia är en växtart i släktet Oschatzia och familjen flockblommiga växter.
Arten växer i sydöstra New South Wales och östra Victoria i Australien. Den beskrevs först av Ferdinand von Mueller och fick sitt nu gällande namn av Oscar Drude.